# Семёновский мост
Семёновский мост — автодорожный металлический балочный мост через реку Фонтанку в Адмиралтейском/Центральном районе Санкт-Петербурга, соединяет Спасский и Безымянный острова.  

## Расположение
Расположен по оси Гороховой улицы. Выше по течению находится Лештуков мост, ниже — Горсткин мост. Ближайшие станции метрополитена — «Звенигородская», «Садовая», «Сенная площадь», «Спасская».

## Название
Первоначально мост назывался Новым. Однако это наименование не прижилось, и уже с 1745 года появляется существующее название, которое дано по слободе лейб-гвардии Семёновского полка, располагавшейся на левом берегу Фонтанки.

## История

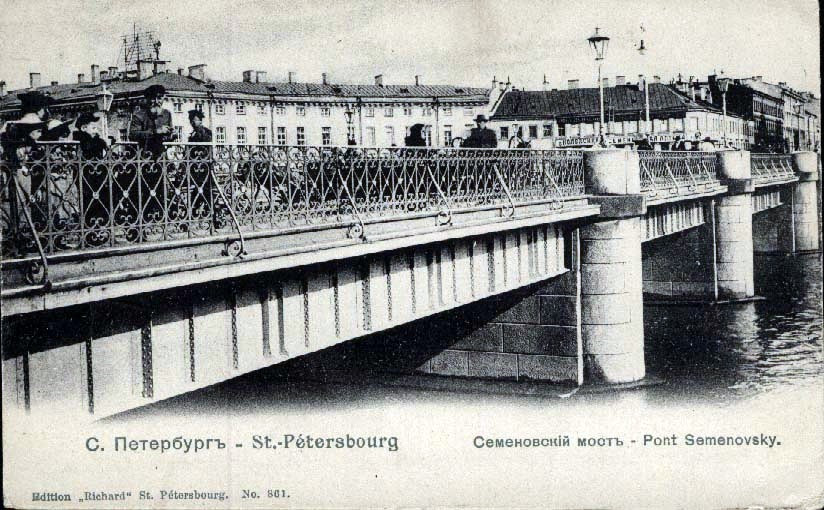
Семёновский мост на открытке начала XX века

На планах 1717 года отмечен деревянный мост, находившийся ближе к современному Горсткину мосту; в 1738 году он уже был на современном месте. В 1788 году мост был перестроен по типовому проекту мостов через Фонтанку с характерными башнями. Автором проекта, предположительно, является французский инженер Ж-Р. Перроне. Мост имел каменные опоры и каменные арочные береговые пролётные строения, с башнями на быках, центральный деревянный пролёт был разводным. Разводные механизмы находились в четырёх гранитных башнях. Это был один из 7 типовых трёхпролётных мостов через реку.
В 1856—1857 годах ввиду ветхости кладки в опорах и сводах моста была произведена перестройка моста по проекту инженера Ф. И. Энрольда. Башни были разобраны, опоры переложены, пролёты впервые в Петербурге перекрыты металлическими клёпаными двутавровыми балками из сварочного железа.
В 1936 году при освидетельствовании выяснилось, что опоры моста значительно деформировались, а металлические балки пролётного строения подверглись сильной коррозии в пределах опор. В 1949 году по проекту инженера «Дормостпроекта» П. В. Баженова и архитектора Л. А. Носкова был произведен капитальный ремонт моста. Опоры моста частично переложили до уровня воды, подводную часть отремонтировали, применив инъекцию бетона. Пролётное строение заменили новым металлическим. Тротуары были вынесены на консоли, установлено новое перильное ограждение художественного литья. Работы выполняло СУ-1 треста «Ленмостострой».

## Конструкция
Мост трехпролётный металлический балочный. Пролётное строение металлическое сварное балочно-неразрезной системы. Расчётные пролёты: 18,3 + 14,05 + 18,3 м. В поперечном сечении установлено шесть главных балок с параллельными поясами с расстоянием между их осями по 3 м. Длина моста составляет 54 м, ширина — 20,1 м.
Мост предназначен для движения автотранспорта и пешеходов. Проезжая часть включает в себя 4 полосы для движения автотранспорта. Покрытие проезжей части и тротуаров — асфальтобетон. Тротуары отделены от проезжей части высоким гранитным поребриком. Перильное ограждение моста чугунное, художественного литья. На устоях установлен гранитный парапет. 

## В культуре
Н. Г. Чернышевский упоминает Семёновский мост для локализации первоначального местожительства Веры Павловны в своем романе «Что делать?».